# Liste der Monuments historiques in Seuil
Die Liste der Monuments historiques in Seuil führt die Monuments historiques in der französischen Gemeinde Seuil auf.

## Liste der Objekte
| Bezeichnung                  | Beschreibung                                                              | Standort                        | Kennzeichnung | Schutzstatus | Datum | Bild |
| ---------------------------- | ------------------------------------------------------------------------- | ------------------------------- | ------------- | ------------ | ----- | ---- |
| Kruzifix                     | vom Triumphbogen; Holz, farbig gefasst, erste Hälfte des 16. Jahrhunderts | in der Kirche Notre-Dame (Lage) | PM08000114    | Classé       | 2006  |      |
| Chorgestühl                  | Holz, 18. Jahrhundert                                                     | in der Kirche Notre-Dame (Lage) | PM08000523    | Classé       | 1969  |      |
| Gemälde Kreuzabnahme         | Ölfarbe auf Leinwand, um 1600                                             | in der Kirche Notre-Dame (Lage) | PM08000677    | Classé       | 2006  |      |
| Skulptur Johannes Evangelist | vom Triumphbogen; Holz, farbig gefasst, erste Hälfte des 16. Jahrhunderts | in der Kirche Notre-Dame (Lage) | PM08000676    | Classé       | 2006  |      |
| Skulptur Maria               | vom Triumphbogen; Holz, farbig gefasst, erste Hälfte des 16. Jahrhunderts | in der Kirche Notre-Dame (Lage) | PM08000524    | Classé       | 1969  |      |